# Oclusiva alveolar sonora
La oclusiva alveolar sonora es un tipo de sonido consonántico usado en varios idiomas orales. El símbolo en el Alfabeto Fonético Internacional que representa las oclusivas dental, alveolar, y postalveolar sonoras es d, y el símbolo X-SAMPA equivalente es d.

## Características
Características de la oclusiva alveolar sonora:
- Su modo de articulación es oclusiva, lo que significa que es producida obstruyendo el aire en el tracto vocal.
- Su punto de articulación es alveolar, que significa que es articulada con la punta o la parte plana de la lengua contra los alveolos dentarios, entonces puede ser apical o laminar.
- Su tipo de fonación es sonora, que significa que las cuerdas vocales vibran durante la articulación.
- Es una consonante oral, lo que significa que el aire escapa por la boca.
- Es una consonante central, que significa que es producida permitiendo al aire fluir por la mitad de la lengua, en vez de los lados.
- La iniciación es egresiva pulmónica, que significa que es articulada empujando el aire de los pulmones y a través del tracto vocal, en vez del glotis o la boca.

## Variantes
| IPA    | Descripción      |
| ------ | ---------------- |
| d      | d modal          |
| dʱ o d̤ | d murmurada      |
| dʲ     | d palatalizada   |
| dʷ     | d labializada    |
| dˁ     | d faringealizada |
| d˺     | d no soltada     |
| d̥      | d floja          |
| d̬      | d dura           |
| d̺      | d apical         |
| d̻      | d laminal        |
| d̪      | d dental         |
| d̟ o d̪͆  | d interdental    |
| d̠      | d postalveolar   |

## Ocurre en
- Alemán: Dach [dax], "techo"
- Checo: do [do], "en"
- Español: India ['indja]
- Finlandés: kadun [kɑdun], "de la calle"
- Francés: de [də], "de"
- Georgiano: კუდი [ˈkudi], "cola"
- Griego: ντροπή [dro̞ˈpi], "vergüenza"
- Húngaro: adó [ɒdoː], "impuesto"
- Italiano: dove [ˈdove], "donde"
- Japonés: 男性的 (danseiteki) [danseiteki], "masculino"
- Sueco: dag [ˈdɑːg], "día"

- Datos: Q335591